# Lake Bronson
Lake Bronson város az USA Minnesota államában, Kittson megyében. Lakosainak száma 178 fő (2020. április 1.).

## Népesség
A település népességének változása:

| 2010 | 229 |
| 2020 | 178 |